# Spongosorites lapidiformis
Spongosorites lapidiformis är en svampdjursart som beskrevs av Arthur Dendy 1905. Spongosorites lapidiformis ingår i släktet Spongosorites och familjen Halichondriidae.
Artens utbredningsområde är Sri Lanka. Inga underarter finns listade i Catalogue of Life.